# Rhamdia quelen
Rhamdia quelen, in Surinaams-Nederlands wel jakkie is een straalvinnige vissensoort uit de familie van de antennemeervallen (Heptapteridae). De wetenschappelijke naam van de soort is voor het eerst geldig gepubliceerd in 1824 door Jean René Constant Quoy en Joseph Paul Gaimard.
De soort werd ontdekt in Brazilië tijdens de expeditie van de Franse korvetten l'Uranie en la Physicienne van 1817-1820. Quoy en Gaimard noemden de soort naar de aalmoezenier van de expeditie, abbé de Quélen. 
Deze zoetwatervis komt voor in Centraal- en Zuid-Amerika, waar hij bekend is onder de naam jundiá. De vis wordt commercieel gekweekt. Volwassen dieren kunnen bijna een halve meter lang worden en tot 4 kg wegen.
In Suriname wordt de vis in de oeverzone van het Brokopondostuwmeer aangetroffen.